# Sisicus
Genre
Sisicus est un genre d'araignées aranéomorphes de la famille des Linyphiidae.

## Distribution
Les espèces de ce genre se rencontrent en zone holarctique.

## Liste des espèces
Selon World Spider Catalog (version 16.5, 30/11/2015) :
- Sisicus apertus (Holm, 1939)
- Sisicus penifusifer Bishop & Crosby, 1938
- Sisicus volutasilex Dupérré & Paquin, 2007

## Publication originale
- Bishop & Crosby, 1938 : Studies in Ameran spiders: Miscellaneous genera of Erigoneae, Part II. Journal of the New York Entomological Society, vol. 46, p. 55-107.